# Dorsum Scilla
Dorsum Scilla – grzbiet na powierzchni Księżyca  o długości około 108 km. Znajduje się na współrzędnych selenograficznych ☾ 32,8°N 60,4°W/32,800000 -60,400000. Dorsum Scilla znajduje się na obszarze Oceanus Procellarum.
Nazwa grzbietu została nadana w 1976 roku przez Międzynarodową Unię Astronomiczną i pochodzi od Agostiniego Scilli (1639-1700), włoskiego paleontologa, geologa i malarza.